# 怪胎 (2020年電影)
《怪胎》（英語：I Weirdo）是台灣第一部全程使用iPhone拍攝的劇情長片，由廖明毅擔任導演、編劇、攝影和剪接四大要職，並由林柏宏和謝欣穎領銜主演。在2020年台北電影節特別放映單元進行亞洲首映，電影於2020年8月7日在台灣上映。

## 演員列表
- 林柏宏 飾演 陳柏青
- 謝欣穎 飾演 陳靜
- 張少懷 飾演 醫師
- 鍾瑶  飾演 美裕（陳柏青的出版社同事）
- 鍾政均 飾演 陳靜的同事
- 鍾岳純 飾演 皮膚科診所醫師

## 電影歌曲
| 曲別   | 歌名     | 演唱者 | 作詞   | OA/OC                                           |
| 主題曲 | 〈先知〉 | 田馥甄 | 葛大為 | 張博彥 / 王宗凱 / Tae Wan Kim / Nemo Lin / 鈴凱 |

## 獎項及提名
| 類別                 | 頒獎日期       | 獎項                     | 入圍者                 | 結果 | 參考        |
| -------------------- | -------------- | ------------------------ | ---------------------- | ---- | ----------- |
| 遠東電影節           | 2020年7月5日   | 觀眾獎（水晶桑獎）       | 《怪胎》               | 獲獎 | [ 6 ] [ 7 ] |
| 遠東電影節           | 2020年7月5日   | 紫桑獎                   | 《怪胎》               | 獲獎 | [ 6 ] [ 7 ] |
| 富川國際奇幻影展     | 2020年7月15日  | 亞洲電影促進聯盟奈派克獎 | 《怪胎》               | 獲獎 | [ 8 ]       |
| 加拿大奇幻影展       | 2020年9月5日   | 觀眾票選獎               | 《怪胎》               | 獲獎 | [ 9 ]       |
| 紐約亞洲電影節       | 2020年9月5日   | 評審團榮譽大獎           | 《怪胎》               | 獲獎 | [ 10 ]      |
| 第57屆金馬獎         | 2020年11月21日 | 最佳新導演               | 廖明毅                 | 提名 | [ 11 ]      |
| 第57屆金馬獎         | 2020年11月21日 | 最佳男主角               | 林柏宏                 | 提名 | [ 11 ]      |
| 第57屆金馬獎         | 2020年11月21日 | 最佳女主角               | 謝欣穎                 | 提名 | [ 11 ]      |
| 第57屆金馬獎         | 2020年11月21日 | 最佳攝影                 | 廖明毅                 | 提名 | [ 11 ]      |
| 第57屆金馬獎         | 2020年11月21日 | 最佳視覺效果             | 龔仲湘、苗天雨、嚴振欽 | 提名 | [ 11 ]      |
| 第57屆金馬獎         | 2020年11月21日 | 最佳美術設計             | 吳忠憲                 | 提名 | [ 11 ]      |
| 台灣影評人協會       | 2021年3月26日  | 最佳導演                 | 廖明毅                 | 提名 | [ 12 ]      |
| 台灣影評人協會       | 2021年3月26日  | 最佳女演員               | 謝欣穎                 | 提名 | [ 12 ]      |
| 中華民國電影導演協會 | 2021年3月26日  | 2020年最佳新導演獎       | 廖明毅                 | 獲獎 | [ 13 ]      |
| 青年電影手冊年度盛典 | 2021年3月28日  | 年度華語十佳影片         | 《怪胎》               | 提名 |             |
| 青年電影手冊年度盛典 | 2021年3月28日  | 年度導演                 | 廖明毅                 | 提名 |             |
| 青年電影手冊年度盛典 | 2021年3月28日  | 年度編劇                 | 廖明毅                 | 提名 |             |
| 青年電影手冊年度盛典 | 2021年3月28日  | 年度女演員               | 謝欣穎                 | 提名 |             |
| 青年電影手冊年度盛典 | 2021年3月28日  | 年度男演員               | 林柏宏                 | 提名 |             |
| 臺北電影獎           | 2021年10月9日  | 最佳女主角               | 謝欣穎                 | 提名 | [ 14 ]      |
| 臺北電影獎           | 2021年10月9日  | 最佳美術設計             | 吳忠憲                 | 提名 | [ 14 ]      |
| 臺北電影獎           | 2021年10月9日  | 最佳造型設計             | 董彥秀                 | 獲獎 | [ 14 ]      |
| 臺北電影獎           | 2021年10月9日  | 最佳電影行銷獎           | 《怪胎》               | 提名 | [ 14 ]      |
| 臺北電影獎           | 2021年10月9日  | 最佳海報獎               | 《怪胎》               | 獲獎 | [ 14 ]      |
| 臺北電影獎           | 2021年10月9日  | 最佳預告片獎             | 《怪胎》               | 提名 | [ 14 ]      |

## 外部連結
- 台灣電影網上《怪胎》的資料（繁體中文）
- 互联网电影数据库（IMDb）上《怪胎》的资料（英文）